# Judith Hare, Condesa de Listowel
Judith, condesa de Listowel (12 de julio de 1903 - 15 de julio de 2003) fue una periodista y escritora anticomunista nacida en Hungría que estuvo casada con William Hare, quinto conde de Listowel, entre 1933 y 1945.

## Biografía
Nació como Judit Márffy-Mantuano de Versegh et Leno en la finca familiar de Kaposvár, Hungría, el 12 de julio de 1903. Era hija de Rodolfo Mantuano (1869-1940  ), asesor económico del Ministerio de Asuntos Exteriores italiano, que adquirió el título y las propiedades de la familia húngara Márffy en 1902 y más tarde fue conocido como Rezső (Raoul) de Márffy-Mantuano; y hermana de Tamás Márffy. En 1926, ganó una beca para estudiar historia económica en la London School of Economics (graduándose en 1929), donde conoció a "Billy" Hare, teniente del Cuerpo de Inteligencia, desde 1931 quinto conde de Listowel y par del Partido Laborista, con quien se casó en Budapest en 1933. La pareja no encajaba debido a las diferencias en su visión del mundo: ella era una católica conservadora, mientras que él tenía convicciones socialistas y ateas. Se separaron en 1938 y la condesa nunca volvió a casarse.   Se dice que se benefició de la red política de su marido.
En la década de 1920, escribió un volumen de cuentos sobre la sociedad húngara. Después de su graduación en 1929, trabajó como periodista en Inglaterra para los periódicos húngaros Nemzeti Újság y Pester Lloyd hasta 1940. En 1932, entrevistó a Ernst Hanfstaengl, uno de los primeros mecenas estadounidenses de Hitler y jefe del Partido Nazi, sobre cuestiones económicas, antes de que cayera en desgracia en 1933. En 1934, regresó a Alemania con su marido e intentó investigar los campos de concentración nazis, lo que dio lugar a que sus nombres aparecieran en la Sonderfahndungsliste GB .  
Después de que se declarara la Segunda Guerra Mundial, Lady Listowel instó tanto a Galeazzo Ciano, yerno de Benito Mussolini, como al yerno de su propio cuñado, el primer ministro húngaro Pál Teleki, a no ponerse del lado de Adolf Hitler .[cita requerida] De 1939 a 1941, fue profesora en el Ministerio de Información y el Ministerio de Defensa británicos, y de 1942 a 1944 profesora civil en las Fuerzas Armadas británicas.  El 19 de diciembre de 1940, se dirigió al Instituto Real de Asuntos Internacionales en Chatham House con una charla titulada Por qué Hungría tuvo que hacerlo.
Ella y su marido, entonces subsecretario de Estado para la India, se divorciaron en 1945, año en que él fue nombrado director general de Correos del Reino Unido en el gobierno laborista de Clement Attlee. Tuvieron una hija, Deirdre, más tarde baronesa Grantley (nacida en 1935). 
De octubre de 1944 a septiembre de 1954 publicó el boletín semanal de noticias Europa del Este en un esfuerzo conjunto con los dos comandantes de guerra del Segundo Departamento del Estado Mayor Polaco ( inteligencia militar y contrainteligencia ) en el exilio, Jan Kowalewski y Jerzy Niezbrzycki. Apareció como Europa del Este. Boletín de los Siete Países de Europa del Este ( Boletín SEEC ) entre 1944 y 1950, como Europa del Este y la Rusia Soviética entre 1950 y 1953, y como Órbita Soviética durante 1954. En total, a lo largo de sus diez años de existencia se produjeron 493 ejemplares del título.   Debido a la propaganda antisoviética y anticomunista del boletín, se le prohibió entrar a Hungría hasta 1964. Viajó a Austria y cruzó la frontera ilegalmente el 4 de noviembre de 1956 para cubrir los acontecimientos del levantamiento húngaro,   pero regresó después de unos días y finalmente produjo su informe entrevistando a refugiados.
A finales de la década de 1940, formó parte de la red anticomunista de aristócratas e industriales de CA Smith que, junto con la Asociación de Sindicalistas Católicos y antiguos miembros del Freedom and Democracy Trust, ayudó a lanzar el capítulo británico del grupo de acción anticomunista estadounidense de Natalie Paine, Common Cause, en noviembre de 1951.  También trabajó con el brazo secreto de propaganda anticomunista del Ministerio de Asuntos Exteriores, el Departamento de Investigación de Información, donde su persona de contacto en diciembre de 1951 fue Mollie Hamilton . 
En la década de 1960, se interesó activamente en el proceso de descolonización de los territorios gobernados por los británicos en África, lo que se dice que tuvo su origen en la participación de su exmarido en el gobierno colonial. La publicación de su primer libro sobre el tema, The Making of Tanganyika (1965), escrito a pedido como una historia semioficial del país,  coincidió con el cambio a un estado de partido único en Tanzania bajo el presidente Julius Nyerere en 1965, y con la Declaración Unilateral de Independencia del gobierno blanco de Rhodesia también en 1965. Listowel siguió las actividades de Oscar Kambona como líder emergente de la oposición a Nyerere y el Partido TANU en Tanzania desde 1968-71. Viajó a Rhodesia y mantuvo conversaciones con los opositores obispo Abel Muzorewa, fundador del Consejo Nacional Africano (1971), y Pat Bashford, fundador del Partido del Centro entre 1974 y 1975. Sus documentos conservados en el Instituto Borthwick de Archivos incluyen material sobre la Comisión Pearce de 1971, la Constitución de Rhodesia y la Iglesia Católica en Rhodesia. En 1973, produjo un libro encargado por la Irish University Press sobre el ascenso de Idi Amin al poder en Uganda y perdió la demanda resultante por difamación ante Milton Obote .  
Fue colaboradora habitual de The Listener, The Tablet y The Statist . 
Durante la década de 1980, sus intereses se centraron en la desintegración del Bloque del Este y realizó varias visitas a Polonia.   Regresó a Hungría después de 1990 y recibió una compensación del Estado. 
Murió tres días después de cumplir 100 años, en julio de 2003, posiblemente en Inglaterra.

## Obras
- Esto lo he visto (1943; segunda edición 1945) – un relato de sus viajes con su marido
- Cruzado en la guerra secreta (1952) – sobre las actividades del oficial de inteligencia polaco Jan Kowalewski durante la Segunda Guerra Mundial
- El árbol de oro: La historia de Peter, Tomi y su familia ejemplifica el espíritu perdurable de Hungría (1958)
- Manual de modales modernos: Una guía práctica y actualizada para todas las ocasiones (1959)
- La anfitriona moderna: entretenimiento fácil y económico en todas las ocasiones (1961)
- La creación de Tanganyika (1965; segunda edición, 1968)
- Atardecer en el Danubio (1969)
- “Kenia hoy” (1969): un artículo de 12 páginas en Progress: la revista trimestral de Unilever, vol. 2, con un prefacio de Jomo Kenyatta )
- Amín (1973)
- El otro Livingstone (1974)
- Una tragedia de los Habsburgo: El príncipe heredero Rodolfo (1978)